# Хабиров, Руслан Салаватович
Руслан Салаватович Хабиров (род. 5 марта 1991, Одинцово, Московская область) — российский профессиональный баскетболист, играющий на позиции атакующего защитника. 

## Биография
Родился 5 марта 1991 года в городе Одинцово, Московской области.

## Спортивная карьера
Хабиров начал заниматься баскетболом в московской спортивной школе «Глория». Затем Руслан отыграл 1 год в полулюбительской команде «Истра», откуда его пригласили в УНИКС-2.
15 декабря 2013 года Хабиров дебютировал за УНИКС на профессиональном уровне. В матче Единой лиги ВТБ против «Донецка» (85:69) Руслан провёл на площадке 25 секунд, но результативными действиями не отметился.
Летом 2017 года Хабиров перешёл в «Чебоксарские Ястребы». 13 октября, в четвёртой четверти игры против «Руны-Баскет» (61:56) Руслан получил травму колена. В марте 2018 года Хабиров впервые вышел на площадку после длительного восстановления.
В сезоне 2020/2021 в составе «Inanomo» Хабиров стал чемпионом России по баскетболу 3×3.

## Достижения
- Чемпион России по баскетболу 3х3: 2020/2021
- Обладатель кубка России 2013/2014
- Серебряный призёр Единой молодёжной лиги ВТБ: 2014/2015
- Серебряный призёр Единой лиги ВТБ 2015/2016
- Бронзовый призёр Единой молодёжной лиги ВТБ: 2013/2014